# Ric Flair
Ric Flair, pseudonimo di Richard Morgan Fliehr (Memphis, 25 febbraio 1949), è un ex wrestler statunitense.
Conosciuto anche con il soprannome "Nature Boy", è considerato uno dei più grandi wrestler di tutti i tempi, con una carriera durata quarant'anni. È principalmente ricordato per i suoi lunghi e decorati trascorsi nella National Wrestling Alliance, la World Championship Wrestling, la World Wrestling Federation/Entertainment e la Total Nonstop Action Wrestling.
Flair è ufficialmente riconosciuto come sedici volte campione del mondo: ha infatti detenuto otto volte l'NWA Worlds Heavyweight Championship, sei volte il WCW World Heavyweight Championship e due volte il WWF Championship, anche se il numero effettivo dei suoi regni varia a seconda delle fonti (da sedici a ventitré titoli). Nel 2012 è inoltre diventato il primo wrestler della storia ad essere indotto per due volte nella WWE Hall of Fame, sia individualmente sia come membro dei Four Horsemen.
Lo stile e l'acconciatura di Flair si ispirano a quelle di Buddy Rogers, che prima di lui aveva usato la gimmick del Nature Boy negli anni cinquanta e sessanta. È stato inoltre il primo a vincere WCW World Heavyweight Championship, avendo ottenuto il titolo dopo la secessione della WCW dalla NWA nel 1991. Con questo divenne anche il primo wrestler a completare la Triple Crown nella WCW, avendo già detenuto il WCW United States Heavyweight Championship e il WCW World Tag Team Championship. Nel 2005 ha completato la versione WWE della Triple Crown quando ha vinto l'Intercontinental Championship, dopo aver già detenuto il WWF Championship, così come il World Tag Team Championship, diventando il terzo a completare la Triple Crown sia nella WCW sia nella WWE.

## Carriera

### Gli inizi
A introdurlo nel mondo del wrestling è Ken Patera e il suo primo allenatore è il proprietario di una delle tante federazioni che negli anni settanta costellavano gli Stati Uniti, Verne Gagne, nel 1971.
Il 10 dicembre 1972 assume il cognome Flair per lottare nell'American Wrestling Association. Dopo due anni di alti e bassi si trasferisce nella più prestigiosa National Wrestling Alliance assumendo il nomignolo che contraddistinguerà la sua carriera, The Nature Boy (il ragazzo della natura), dopo averlo "conquistato" grazie ad una vittoria ottenuta sul Nature Boy originale, Buddy Rogers.

### American Wrestling Association (1972–1974)
Nell'inverno del 1971, sotto la guida di Josh Klemme e Billy Robinson, Fliehr si iscrisse al campo di allenamento di Verne Gagne insieme a Greg Gagne, Jim Brunzell, Iron Sheik, e Ken Patera. Nel dicembre 1972, debuttò sul ring a Rice Lake, Wisconsin, combattendo contro George "Scrap Iron" Gadaski in un match terminato in parità dopo 10 minuti. Pesando circa 136 kg e con corti capelli castani, all'epoca Flair assomigliava molto poco alla sua futura immagine da Nature Boy. Ma riuscì ugualmente a ritagliarsi uno spazio nel mondo del wrestling grazie alla sua carismatica personalità e alla resistenza sul ring. Durante questo periodo nella American Wrestling Association, Flair lottò contro Dusty Rhodes, André the Giant, Larry Hennig e Wahoo McDaniel.

### Giappone (1973–2013)

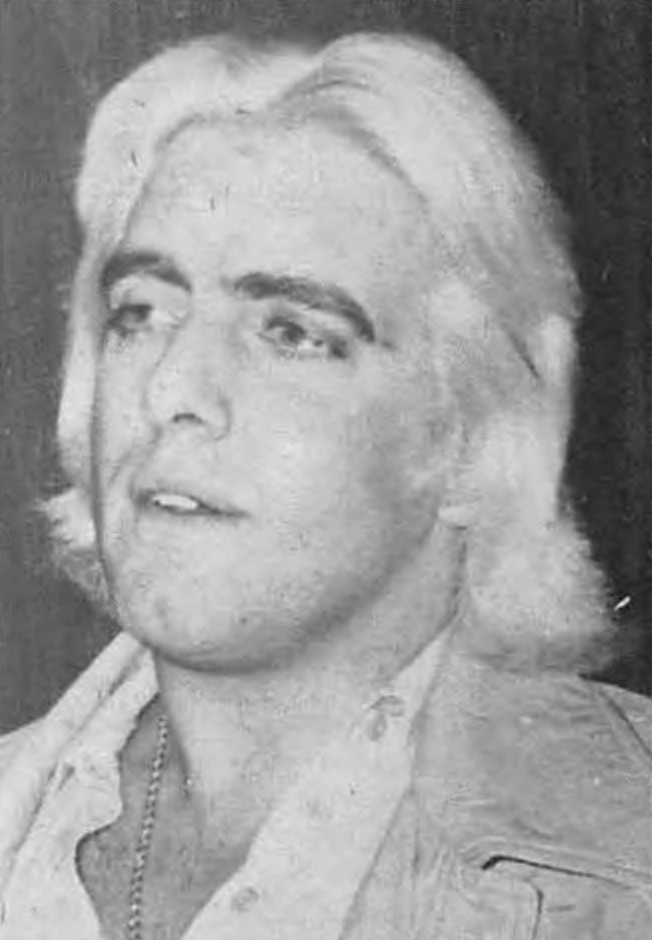
Ric Flair nel 1979

Flair lottò in Giappone per la prima volta nel 1973, combattendo nella International Wrestling Enterprise, in virtù di un accordo stipulato dalla AWA con detta federazione. Dopo l'uscita di Flair dall'AWA nel 1974 per passare alla Mid-Atlantic Championship Wrestling di Jim Crockett Jr., egli iniziò a combattere in varie tournée della All Japan Pro Wrestling. Durante gli anni ottanta, Flair difese il titolo NWA Worlds Heavyweight Championship nella All Japan combattendo contro wrestler del calibro di Genichiro Tenryu, Riki Chōshū, Jumbo Tsuruta, Harley Race e Kerry Von Erich. Il 21 ottobre 1985, affrontò Rick Martel in un match con in palio sia l'NWA Championship che l'AWA World Heavyweight Championship, ma l'incontro terminò in un nulla di fatto per doppio conteggio fuori dal ring. Quando la All Japan uscì dalla National Wrestling Alliance alla fine degli anni ottanta, la World Championship Wrestling stipulò un accordo con la New Japan Pro-Wrestling. Nel 1989 l'accordo portò a un feud tra Flair e Keiji Muto, che lottava sotto la gimmick di The Great Muta. Il 21 marzo 1991, Flair difese il titolo NWA Heavyweight Championship e sfidò Tatsumi Fujinami per la cintura IWGP Heavyweight Championship in un doppio title match da svolgersi all'evento WCW/New Japan Supershow al Tokyo Dome. Fujinami sconfisse Flair vincendo la cintura NWA Championship, ma successivamente la riperse durante la prima edizione del ppv WCW SuperBrawl svoltosi il 19 maggio 1991 negli Stati Uniti.
Quando nel 1991 Flair uscì dalla WCW per trasferirsi alla World Wrestling Federation, continuò comunque a lottare in Giappone per la federazione Super World of Sports, secondo un accordo stipulato tra WWF e SWS. Egli difese e mantenne il titolo WWF Heavyweight Championship contro Genichiro Tenryu il 15 settembre 1992 in un match terminato in pareggio. Nell'agosto 1995, ora sotto contratto con la WCW, Flair partecipò al torneo G1 Climax della New Japan Pro Wrestling, dove sconfisse Shiro Koshinaka, pareggiò con Masahiro Chono, ed infine perse con Keiji Muto. Il 17 luglio 1996, Flair sfidò Shinya Hashimoto per il titolo IWGP Heavyweight Championship ma perse la contesa.
Nuovamente sotto contratto con la WWE, nel periodo compreso tra il 2002 e il 2008, Flair continuò a combattere sporadicamente in Giappone. Difese con successo il titolo World Tag Team Championship insieme a Batista sconfiggendo in due occasioni i Dudley Boyz nel febbraio 2004. Il 7 febbraio 2005 a WWE Raw, puntata speciale trasmessa dalla Saitama Super Arena in Giappone, Flair perse un match contro Shawn Michaels. Nel febbraio 2008 lottò contro Mr. Kennedy all'Ariake Coliseum e contro William Regal alla Budokan Hall, sconfiggendo entrambi.
Il 2 gennaio 2013, la All Japan Pro Wrestling annunciò che Ric Flair avrebbe fatto ritorno in Giappone per la prima volta dopo cinque anni di assenza, lottando in coppia con Keiji Muto contro Tatsumi Fujinami & Seiya Sanada. Tuttavia, il 26 gennaio, pochi istanti prima dell'inizio dell'evento della All Japan, la federazione rilasciò un comunicato nel quale annunciava che Flair non avrebbe potuto partecipare al match causa una malattia improvvisa, in seguito individuata in un infortunio alla gamba sinistra. Flair venne sostituito nel match da suo figlio Reid, ma non esitò ad interferire egli stesso nell'incontro, aggredendo Seiya Sanada con svariate chop.

### National Wrestling Alliance (1974–1986)

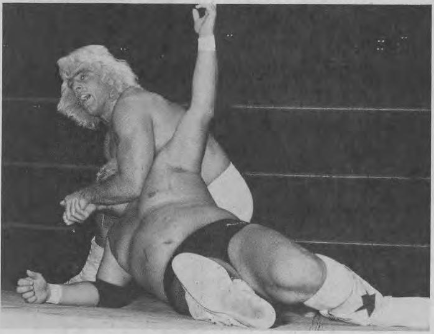
Ric Flair vs. Dusty Rhodes (1981)

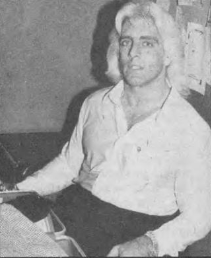
Flair nel 1982, circa

Nel 1974 Flair lasciò la AWA per entrare nella NWA. Subito catturò il primo titolo quando, l'8 febbraio 1975, sconfisse Paul Jones vincendo il titolo Mid-Atlantic TV Championship. Il 4 ottobre 1975 resta vittima insieme ad altri wrestler di un gravissimo incidente aereo a Wilmington, North Carolina, dove Flair si spezza la schiena in tre punti e a parere dei medici non potrà più tornare a combattere. Sorprendendo molti però Flair torna a calcare i ring, iniziando la scalata verso il successo..
Nel 1977 vince il suo primo titolo di alto livello, il NWA United States Heavyweight Championship sconfiggendo Bobo Brazil, e nei successivi tre anni avrà altri cinque regni da campione degli Stati Uniti, scontrandosi con Ricky Steamboat, Roddy Piper, Mr. Wrestling II, "Superfly" Jimmy Snuka, e Greg "The Hammer" Valentine (con cui formò anche un tag team titolato). Flair dovrà però aspettare fino al 1981 per vincere il massimo alloro della federazione, affermazione che avviene ai danni di Dusty Rhodes. Gli anni ottanta sono il periodo di maggior splendore per Flair che combatte e vince a più riprese il titolo contro grandi stelle del ring come Ricky Steamboat, Kerry Von Erich, Harley Race, e Dusty Rhodes. Flair è uno dei wrestler più osannati dal pubblico che segue i suoi match con grande accanimento. Inoltre in quel periodo Flair è uno dei fondatori di una delle stable più famose e importanti della storia del wrestling, i Four Horsemen, composti oltre che dallo stesso Flair, anche da Arn e Ole Anderson e Tully Blanchard.

### Four Horsemen

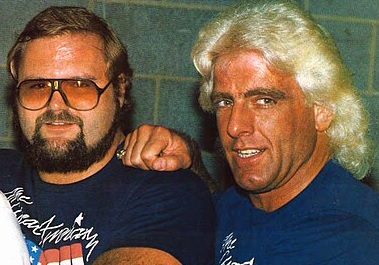
Arn Anderson e Flair (1987)

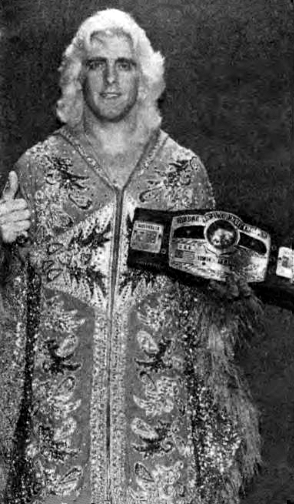
Ric Flair con la cintura NWA World Heavyweight Championship (1982)

Il 17 settembre 1981 Flair sconfigge Dusty Rhodes e conquista il suo primo titolo di campione mondiale NWA. Negli anni successivi, consolida il suo personaggio e diventa la figura di spicco della federazione, grazie alla parlantina sciolta durante le interviste, Flair incarna alla perfezione il ruolo del campione mondiale pieno di superbia e di disprezzo per gli altri, capelli ossigenati, gioielli costosi, completi fatti su misura, e vestaglie dai ricami e disegni elaborati, insieme al suo stile di combattimento "sleale", alla sua mossa finale figure four leglock e al grido «Wooooo!» con il quale esprime tutta la sua soddisfazione durante gli incontri, fanno di lui uno dei più grandi heel dell'epoca.
Nel 1983 Harley Race sconfigge Flair e gli porta via il titolo, ma Flair lo riconquista a Starrcade durante un cruento steel cage match; successivamente, Race e Flair si scontrarono molte altre volte all'inizio del 1984. Da allora, Ric Flair vinse la cintura NWA, ufficialmente, per altre otto volte ancora. Da campione NWA, difese il titolo in giro per il mondo contro i maggiori wrestler dell'epoca. In occasione di un feud con Buddy Landel, Flair si cimentò in un memorabile promo divenuto celeberrimo anche al di fuori del mondo del wrestling e che contribuì a stabilire le coordinate del suo personaggio:
Looking at a guy out here hollering my name

When last year I spent more money on spilt liquor

In bars from one side of this world to the other, than you made

You're talking to the Rolex wearing, diamond ring wearing, kiss stealing (WOO!)

Wheeling dealing, Limousine riding, Jet Flying, son of a gun

And I’m having a hard time holding these alligators down

Guardando un ragazzo là fuori che urla il mio nome

Quando l'anno scorso ho speso più soldi per il liquore versato

nei bar da una parte all'altra del mondo, di quanti ne hai guadagnati tu

Stai parlando con chi indossa un Rolex, un anello di diamanti, il ladro di baci (WOO!)

L'intrallazzatore, che viaggia in Limousine, vola in Jet, figlio d'un cane

E faccio fatica a tenere a bada questi stivali di pelle d'alligatore

Woo!»
(Ric Flair, 1985, World Championship Wrestling)
Nella primavera del 1985 il tag team composto da Ole Anderson e Arn Anderson iniziò a richiedere l'aiuto di Ric Flair durante gli attacchi portati a loro avversari come Dusty Rhodes, Magnum T.A. e Sam Houston. Qualche settimana dopo, gli Anderson interruppero un match tra Houston e Tully Blanchard, e insieme allo stesso Blanchard assaltarono l'inerme Houston. Poco tempo dopo, Flair, Blanchard, e i due Anderson formalizzarono la loro alleanza, dandosi il nome di Four Horsemen (i quattro cavalieri dell'apocalisse), includendo nelle loro file anche il manager di Blanchard, J.J. Dillon. I quattro si dimostrarono fin dal principio una delle squadre di cattivi più violente e brutali di sempre, attaccando tutti i beniamini dei fan nella federazione, prendendo gradualmente il controllo di tutti i titoli maggiori NWA grazie al loro giocare sporco. Nel corso degli anni, si avranno molte formazioni diverse del gruppo, con Flair e Arn Anderson come membri fissi, e wrestler come Lex Luger, Barry Windham, Sting, Sid Vicious, Paul Roma, Brian Pillman, Chris Benoit, Jeff Jarrett, Steve McMichael, Curt Hennig e Dean Malenko, ad avvicendarsi come membri del gruppo Horsemen.

### World Wrestling Federation (1991–1993)
Flair firmò un contratto con la World Wrestling Federation (WWF) nell'agosto 1991 e cominciò ad apparire con la Big Gold Belt dichiarando di essere il "vero campione del mondo". Sotto la guida del suo "consulente finanziario" Bobby Heenan e "consulente esecutivo" Mr. Perfect Flair sfidò diversi wrestler della WWF del calibro di "Rowdy" Roddy Piper e Hulk Hogan, dove sconfisse il team di Piper e aiutò The Undertaker a sconfiggere Hogan per il WWF Championship il 27 novembre alle Survivor Series. In quel periodo la WCW querelò Flair per aver usato il titolo che affermava di possederlo, alla fine l'NWA vinse la battaglia legale pagando 25,000 dollari per aggiudicarsi il titolo.
Flair vinse la Royal Rumble conquistando il WWF Championship dopo aver eliminato Sid Justice con l'aiuto di Hulk Hogan: In quell'anno la vittoria della Rumble non prevedeva un'opportunità titolata ma il titolo. Mantenne il titolo per poco più di tre mesi, prima di perderlo contro Randy Savage il 5 aprile a WrestleMania VIII. Flair riconquistò il titolo sconfiggendo Savage - che perse un mese dopo contro Bret Hart il 12 ottobre.
Nel gennaio 1993 perse contro Mr. Perfect in un "Loser Leaves the WWF match" il 25 gennaio a Monday Night Raw e abbandonò la federazione il 10 febbraio 1993.

### Ritorno in WCW

#### WCW World Heavyweight Championship (1993–1996)
Flair conquista per due volte il NWA Worlds Heavyweight Championship, battendo Barry Windham e Vader. Il titolo passa poi per questioni legali nella World Championship Wrestling, con la definizione di WCW International World Heavyweight Championship. La WCW si pone il problema di unificare i titoli per determinare un unico campione; Flair si scontra così con il suo ex compagno di stable Sting vincendo il match e unificando il WCW International World Heavyweight Championship con il WCW World Championship. Nel luglio del 1994, a Bash at the Beach, perde il titolo contro l'ex stella WWF Hulk Hogan. Privato del titolo, Flair riforma i Four Horseman con Arn Anderson, Brian Pillman e Chris Benoit per affrontare in una lunga rivalità Sting.
Successivamente Flair lascia però per un po' la compagnia, tornando nel 1995 per riconquistare il massimo alloro ai danni di "Macho Man" Randy Savage, perdendolo poco dopo. La rivalità tra i due si interrompe per un po', per ricominciare con più vigore pochi mesi dopo, culminando in un Steel Cage match dal quale Flair esce di nuovo con la cintura alla vita.

#### Faida con il New World Order (1996–1999)

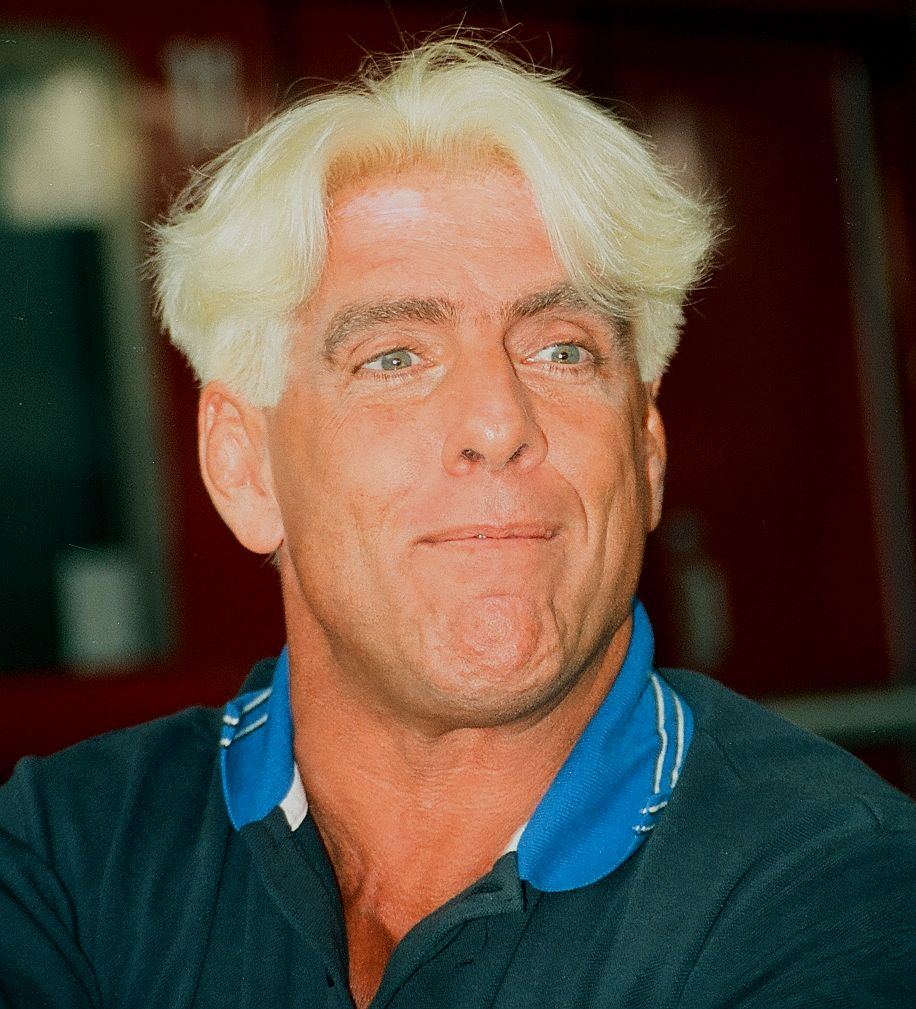
Flair nel 1996

Nel 1996 il debuttante The Giant gli strappa il titolo, permettendo a Flair di concentrarsi sulla nuova riformazione dei Four Horseman e sulla rivalità con il New World Order capitanati da "Hollywood" Hogan. Flair è però in rottura con la dirigenza e dopo non essersi presentato ad uno show viene sospeso. Dopo oltre un anno, nel 1998 Flair torna nella WCW scontrandosi con Eric Bischoff. Flair forma ancora una volta i Four Horseman, con Benoit, Dean Malenko e Steve McMichaels. A supporto di Bischoff si schiera l'nWo. Dopo una serie di match, Flair vince, a discapito di Bischoff, il diritto di essere presidente della federazione per 90 giorni. In questo periodo i contrasti fra lui e il leader dell'nWo, Hollywood Hogan, si acuiscono in maniera esponenziale. Ad entrare nella faida è anche il figlio di Ric, David. È proprio il figlio che, battendo Bischoff in un match, permette a Flair di tenere a vita la carica di presidente WCW.

#### Ultimi regni mondiali (1999–2001)
Il passo successivo per Ric è la riconquista del WCW World Heavyweight Championhip. Al pay-per-view SuperBrawl IX, Flair affronta Hogan e quest'ultimo ha la meglio grazie al tradimento ai danni del padre da parte di David Flair. Il mese successivo, a Uncensored 1999 vi è la rivincita in un First Blood Cage match. Pur essendo il primo a sanguinare, Flair ha vinto il match per schienamento grazie alla parzialità dell'arbitro Charles Robinson, che ha eseguito un veloce conteggio ai danni di Hogan. Questo match ha portato a un doppio turn per Flair (tornato a essere heel) e Hogan (diventato face). Robinson sarebbe stato soprannominato «Lil 'Naitch», idolatrando Flair e arbitrando tutti i match di Flair a suo favore.
Flair perse il titolo contro Diamond Dallas Page, per poi successivamente impazzire e firmare i documenti di presidente WCW come presidente degli Stati Uniti d'America. Rinsavito, crea un gruppo di wrestler per poter comandare la WCW. Riesce anche a vincere il titolo per la quindicesima volta in una puntata di Monday Night Nitro contro Jeff Jarrett. Poco dopo Flair nel corso di una puntata di Nitro collassa a centro ring per un'infezione all'orecchio; il titolo gli viene privato per motivi di salute e riconsegnato a Jarrett; Jarrett lo perde quasi subito contro Kevin Nash il quale, una volta tornato sul ring Flair, gli regala la cintura. Incredibilmente Ric la perde la sera stessa di nuovo a favore di Jarrett.
Gli ultimi mesi di vita della WCW vedono Flair lottare in varie faide senza mai puntare al titolo del mondo. Nell'ultima puntata di Monday Night Nitro, dopo l'annuncio di Vince McMahon di aver comprato la federazione, Flair lotta contro Sting, perdendo, in quello che sarà l'ultimo match della storia della federazione. Dopo l'incontro, i due si abbracciano al centro del ring per salutare un'ultima volta i fan della WCW.

### Ritorno in WWF/E

#### Co-proprietario della WWF (2001–2002)

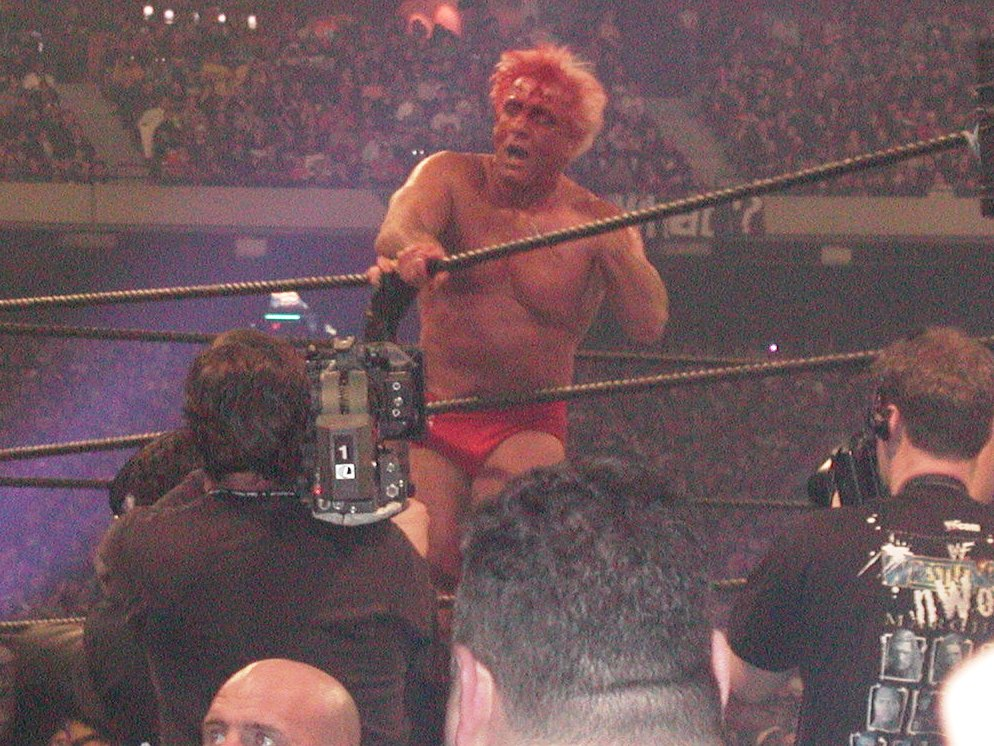
Flair sanguinante a WrestleMania X8 durante il suo match senza squalifiche con The Undertaker

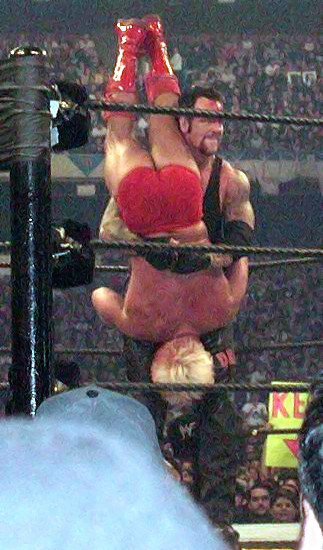
The Undertaker effettua la Tombstone Piledriver su Flair

A fine 2001 Flair torna sui ring WWF, affermando alle Survivor Series di aver comprato il 50% delle azioni della federazione da Shane e Stephanie McMahon. Lui e Vince McMahon si trovano così ad essere comproprietari della federazione ma allo stesso tempo in disaccordo su ogni decisione da prendere. I due si scontrano alla Royal Rumble 2002 in un violentissimo Hardcore Match e The Nature Boy ne esce vincitore. Mentre McMahon arrabbiatissimo scatena sulla WWE il New World Order, Flair ha intanto un feud contro The Undertaker che lo sfida a WrestleMania X8 vincendo il match, nonostante l'interferenza di Arn Anderson. Linda McMahon, stufa dei litigi tra Flair e suo marito, decide di dividere il roster WWE in due. A Flair tocca Raw mentre a McMahon SmackDown. Successivamente in un nuovo match per il controllo totale della federazione Flair perde contro McMahon tornando a essere un wrestler.

#### Evolution (2003–2005)
Nel frattempo Flair si avvicina a Triple H con cui fonda la stable denominata Evolution, a cui successivamente sarebbero entrati anche i giovani Randy Orton e Batista. Flair, oltre a fare da manager a Triple H, torna anche a lottare, vincendo con Batista i World Tag Team Championship. I titoli vengono persi e poi riconquistati ai danni della coppia formata da Booker T e Rob Van Dam. Nemmeno un mese dopo il suo vecchio compagno di stable Chris Benoit ed Edge strappano definitivamente i titoli alla coppia dell'Evolution.
Con l'inizio dello scioglimento della stable Flair ha faide prima con Orton e poi con Batista. Nel 2005 Flair prende un periodo di riposo per poi tornare a combattere in primavera.

#### Faida con Triple H (2005–2006)
All'evento WWE Homecoming Flair ha un match insieme il rientrante Triple H contro Carlito e Chris Masters con i quali Flair aveva avuto alcuni screzi. Al primo tra l'altro aveva anche strappato il Intercontinental Championship, diventando per la prima volta nella sua trentennale carriera campione Intercontinentale. Il match viene vinto da Flair e Triple H, il quale però a fine match assalì barbaramente Flair con un martello da fabbro affermando che ormai si è rammollito, e che preferirebbe la sua morte, piuttosto che vederlo decadere. Inizia così una faida tra i due con Flair che vince il primo incontro, uno Steel Cage match a Taboo Tuesday, perdendo poi il secondo alle Survivor Series.

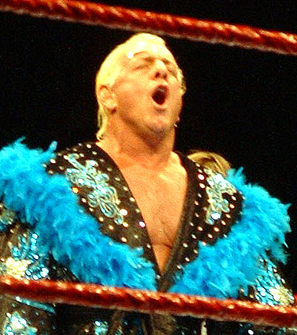
Flair mentre urla «Wooooo!»

Nel gennaio 2006 difende il suo titolo dall'assalto di Edge a New Year's Revolution; la vittoria di Flair arriva per squalifica, quando Edge colpisce il Nature Boy con la valigetta del Money in the Bank. Poco prima di WrestleMania 22 Flair perderà anche il titolo Intercontinentale a favore di Shelton Benjamin.

#### Ultime faide e abbandono (2006–2008)
A SummerSlam affronta Mick Foley in un sanguinoso I Quit Match, dove Flair mostra tutto il suo lato violento, cercando addirittura di colpire Melina, la quale fu però salvata da Foley che si arrese, dando dunque la vittoria al Nature Boy.
Nel mese di novembre vince il World Tag Team Championship in coppia con Roddy Piper sconfiggendo la Spirit Squad. Il duo venne però sconfitto dai Rated RKO (Edge e Randy Orton) pochi giorni dopo, dopo che i due avevano scorrettamente infortunato Piper. Nel 2007 Flair inizia una faida con Carlito. A Judgment Day 2007 vince grazie alla Figure 4 un match contro il giovane atleta portoricano. In seguito alla draft lottery 2007, Flair passa da Raw a SmackDown. A Vengeance: Night of Champions 2007 ha sfidato MVP in un match valido per il titolo degli Stati Uniti detenuto da quest'ultimo, perdendo.

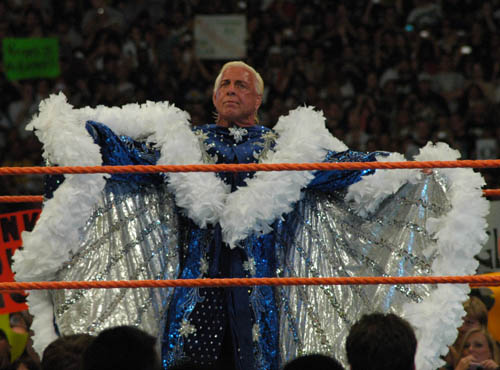
Flair a WrestleMania XXIV

Dopo tre mesi di assenza, Flair fa il suo ritorno negli show WWE nella puntata di Raw del 26 novembre, annunciando che non si ritirerà mai. Poco dopo Vince McMahon annuncia che il prossimo match perso da Flair coinciderà con il suo ritiro forzato. Nel corso della stessa serata, Flair sconfigge Randy Orton grazie all'aiuto di Chris Jericho. Da quel momento Flair vince molti Career Threatening match sconfiggendo, tra gli altri, Triple H, Umaga, MVP, Mr. Kennedy e lo stesso Vince McMahon.
Il 29 marzo 2008, Flair entra nella WWE Hall of Fame, presentato da Triple H. La sera successiva lotta il suo ultimo match a WrestleMania XXIV perdendo in favore di Shawn Michaels. Il match, altamente tecnico e spettacolare, raccolse ottimi consensi e venne votato PWI Match of the Year 2008. Nella puntata di Raw del 31 marzo Flair ha salutato per l'ultima volta i fan e ha ricevuto il ringraziamento di molti wrestler del passato e del presente. Il 4 agosto 2008 Flair e la WWE hanno ufficialmente posto termine alla loro collaborazione. Flair è stato inserito nella NWA Hall of Fame.

### Total Nonstop Action (2009–2012)

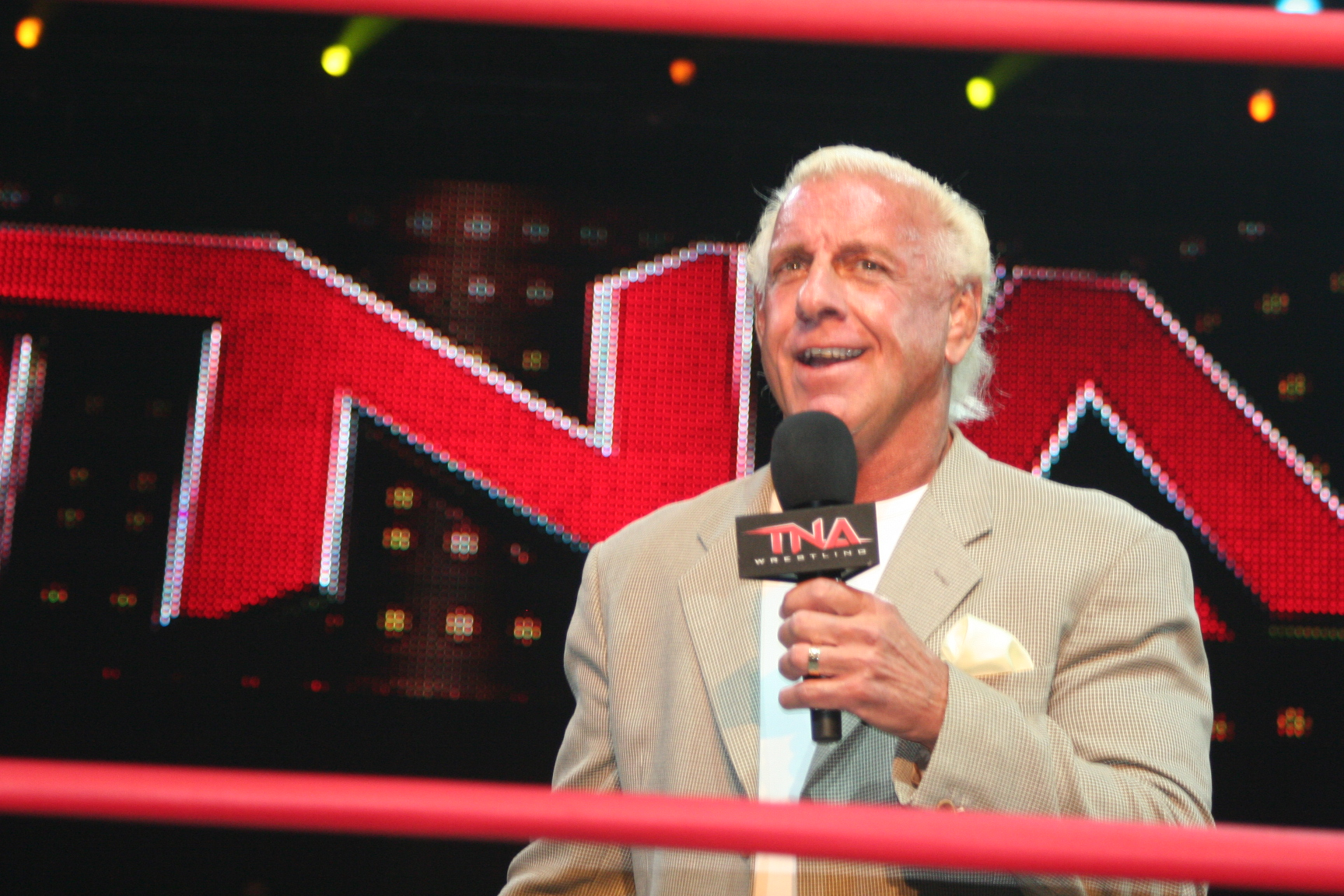
Flair a un evento TNA nel 2011

La Total Nonstop Action Wrestling annuncia che il Nature Boy ha firmato un contratto di un anno, dopo aver partecipato allo show live di TNA Impact! del 4 gennaio 2010, e dovrebbe svolgere il ruolo di manager di A.J. Styles. Al pay-per-view Genesis 2010, Flair e A.J. Styles effettuano un turn heel, che permetterà ad A.J. di battere Kurt Angle e di mantenere il TNA World Heavyweight Championship. Torna a lottare in un tag team match insieme ad A.J. Styles contro Hulk Hogan e Abyss, perdendo. Perde anche un match contro Abyss, dove erano in palio l'anello di Hulk Hogan e l'anello della Hall of Fame di Flair. Ha avuto una faida con Jay Lethal, che è terminato nella sfida tra i due a Victory Road, in cui a vincere è stato Lethal facendo cedere il Nature Boy con la Figure-4 Leglock.

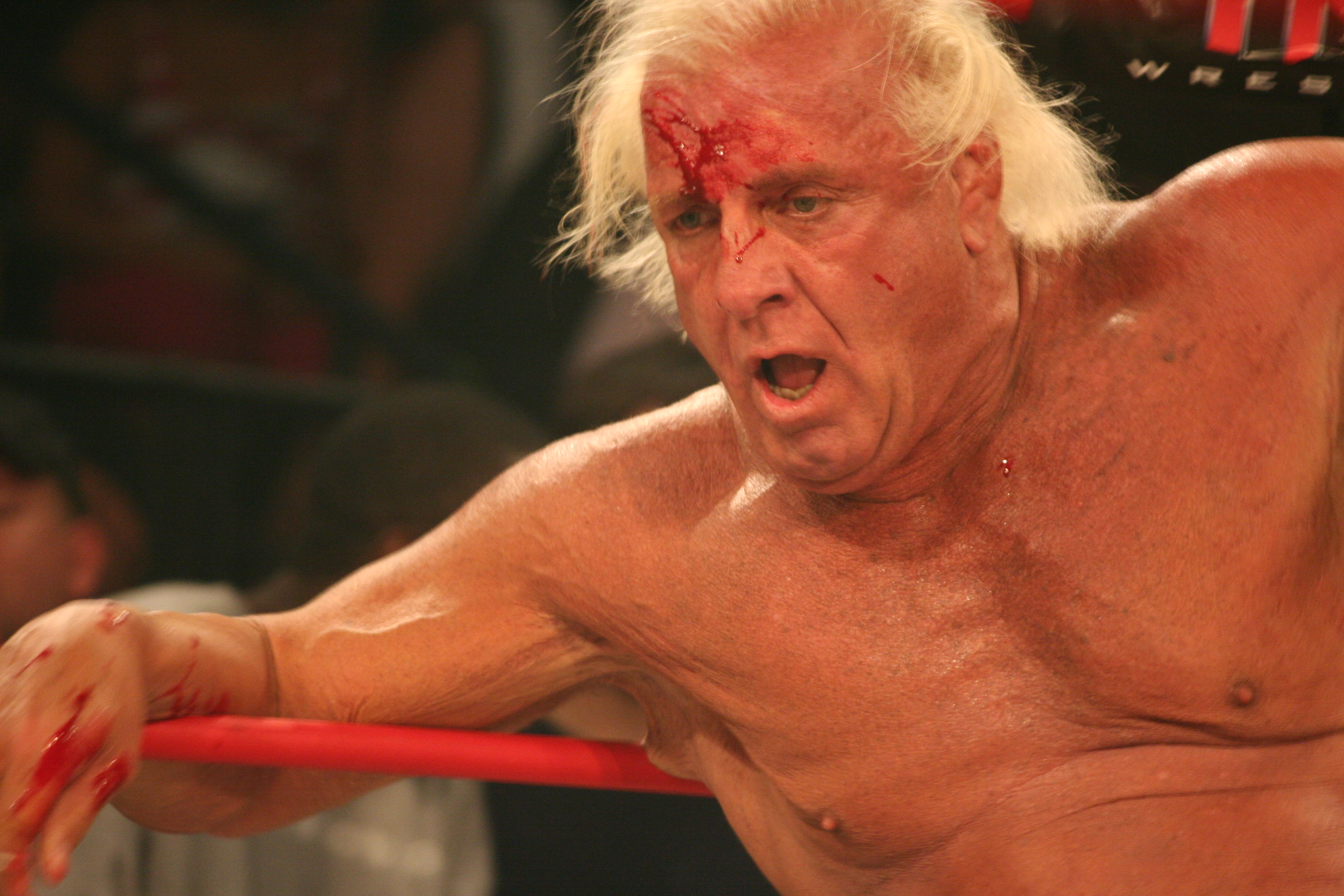
Flair sanguinante durante un hardcore match nel 2011

Successivamente, a TNA iMPACT ha completato il suo team rinominato Fortune con membri come A.J. Styles, Kazarian e i Beer Money. Il suo team ha una rivalità con il team di Hogan per diverso tempo, ma dopo Bound For Glory qualcosa cambia: Hogan e Bischoff diventano heel insieme ad Abyss, Jeff Jarrett e Jeff Hardy, formando gli Immortal. In seguito, il team Fortune si unisce al team Immortal a cui capo c'era Hogan. Nella puntata di Impact del 3 febbraio il team Fortune effettua un turn face aiutando a mantenere Mr. Anderson a confermarsi TNA World Heavyweight Champion contro Jeff Hardy. Tuttavia, Ric Flair tradirà il team Fortune per unirsi agli Immortal.
Il Nature Boy ha annunciato la sua presenza alla cerimonia della WWE Hall of Fame 2011. La TNA era a conoscenza della partecipazione di Flair già da gennaio, e le due parti hanno avuto delle discussioni su questo fatto, ma nonostante il disappunto della federazione Flair è stato ugualmente presente, in cambio della presenza di Christian (sotto contratto con la WWE) in uno show della TNA.
Lottò il suo ultimo match in TNA il 12 settembre 2011 a Impact, dove fu sconfitto da Sting.
Nel maggio 2012, Flair ha cercato di terminare il suo contratto con la TNA, ciò ha portato la TNA a presentare una querela contro la WWE per il contratto di manomissione e alla fine ha licenziato Flair l'11 maggio.
In seguito all'annuncio dell'entrata nella Hall of Fame 2012 dei Four Horsemen,ha presenziato alla cerimonia nella quale è stato introdotto per la seconda volta nell'Arca della Gloria. Assieme a lui sono stati introdotti Tully Blanchard, Arn Anderson, J.J. Dillon e Barry Windham.
Il 3 dicembre 2012, nel corso di un'intervista, annunciò il suo ritiro dalle competizioni.

### Ritorno in WWE (2012-2021)

#### Apparizioni sporadiche (2012–2021)

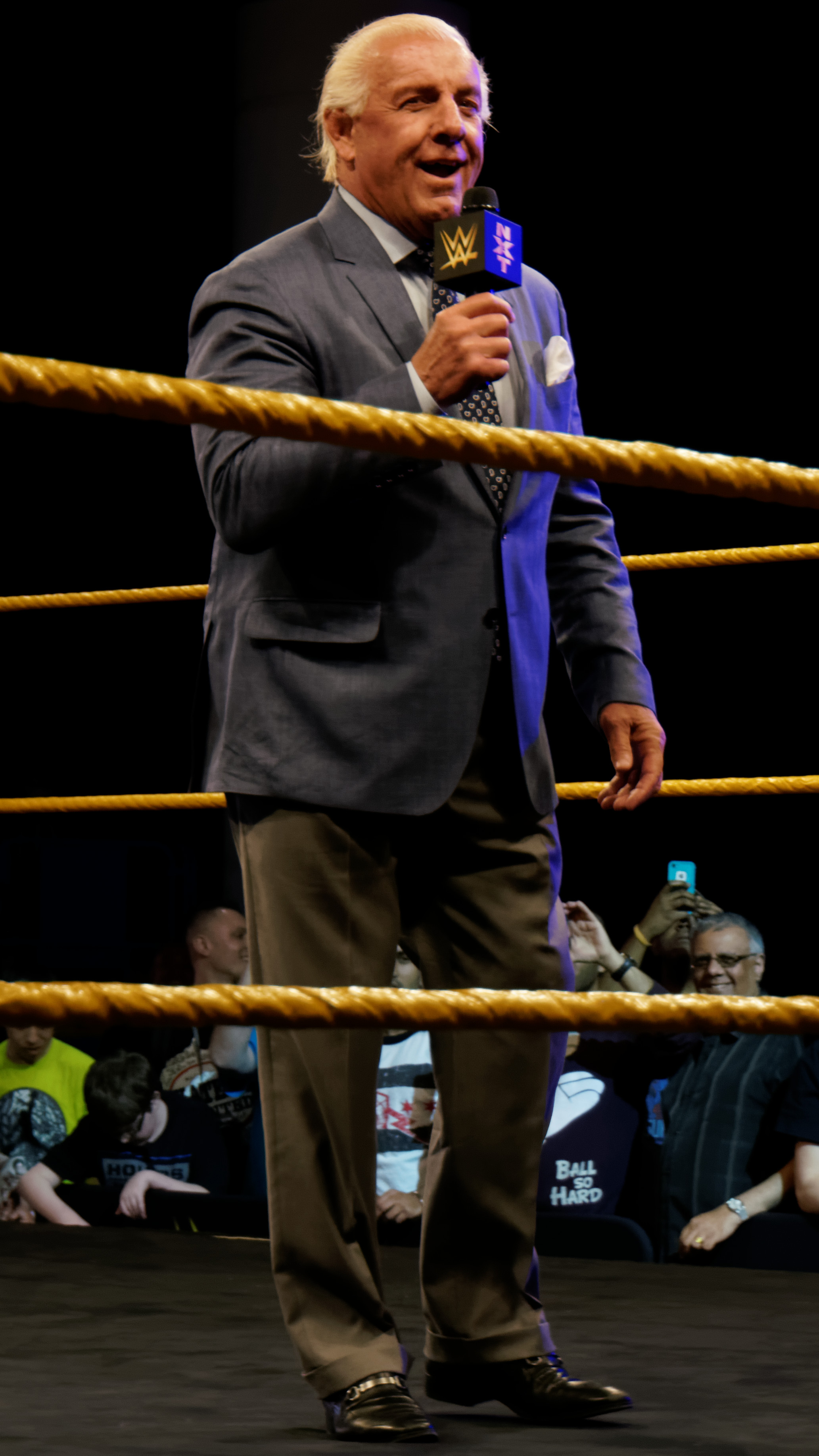
Flair a NXT nel 2014

Flair torna ufficialmente alla WWE nella puntata di Raw del 17 dicembre per consegnare lo Slammy Award di Superstar dell'anno, premio che verrà assegnato a John Cena; successivamente viene interrotto dal WWE Champion CM Punk, che lo provoca fino a farlo salire sul ring affermando che sarebbe in grado di sconfiggerlo anche con una gamba infortunata. Saliti sul ring, Punk colpisce Flair con una stampella, ma nonostante questo riesce a rialzarsi e attacca Punk, che si dà alla fuga, lasciando sul ring il suo manager Paul Heyman, che subisce la figure-four leg lock. Flair viene poi attaccato dallo Shield, ma in suo aiuto intervengono prima il Team Hell No (Kane e Daniel Bryan) e poi Ryback, che mettono in fuga i tre membri dello Shield. Il segmento si chiude con Kane, Bryan e Ryback che portano in trionfo Flair; poco dopo, nel backstage, Flair festeggia insieme al Team Hell No con Kane che urla «Yes!», Bryan che urla «No!» e Flair che urla «Wooooo!». Il segmento si chiude con l'intervento di Ron Simmons che, dopo qualche esitazione, esclama il suo celebre "Damn!".
Nella puntata di Raw 20th Anniversary Flair è ospite di The Miz al Miz TV, ma durante l'intervista i due vengono interrotti da Antonio Cesaro, che inizia ad insultare pesantemente Flair, il quale reagisce e lo lancia a The Miz, che lo colpisce con la Skull Crushing Finale. Successivamente The Miz, sotto esortazione di Flair, gli applica la figure-four leg lock. A Raw Old School è presente all'angolo di The Miz, che sconfigge con la Figure-Four Leg Lock Dolph Ziggler; successivamente compare a NXT per accompagnare la figlia Charlotte nel suo vincente esordio sul ring.
Il 28 aprile 2014 torna a Raw in seguito alla riunione dell'Evolution avvenuta qualche settimana prima, ma invece di unirsi al suo vecchio gruppo loda la fazione antagonista, lo Shield, tra lo stupore dei suoi ex compagni.
Dagli ultimi mesi del 2015 compare regolarmente all'angolo della figlia Charlotte, aiutandola nei suoi match e facendole mantenere tramite dei sotterfugi il WWE Divas Championship prima e il WWE Women's Championship dopo (il precedente titolo era stato ritirato con Charlotte che si è successivamente confermata nuova campionessa a WrestleMania 32). Tuttavia nella puntata di Raw del 23 maggio Charlotte ha interrotto la sua collaborazione con Ric Flair. Successivamente, Flair è apparso nella puntata di SmackDown del 14 novembre 2017 per congratularsi con la figlia Charlotte per la vittoria del WWE SmackDown Women's Championship contro Natalya.
Nella puntata di Monday Night Raw del 25 febbraio 2019 è stata organizzata una festa in onore del suo settantesimo compleanno ma, al momento del suo ingresso sullo stage, è stato aggredito nel suo camerino dal rientrante Batista; tale azione è stata utilizzata come pretesto da The Animal per lanciare un messaggio di sfida al rivale di lunga data Triple H.
Nella puntata di Raw del 15 giugno 2020 aiuta Randy Orton a vincere un match contro Christian, ma il mese successivo viene attaccato dal Legend Killer.
Nel gennaio del 2021 si ribella alla figlia Charlotte, affiancando Lacey Evans nei suoi match.
Il 2 agosto ha chiesto e ottenuto la risoluzione del contratto che lo legava alla WWE.

### Carriera successiva e match finale (2021–2022)

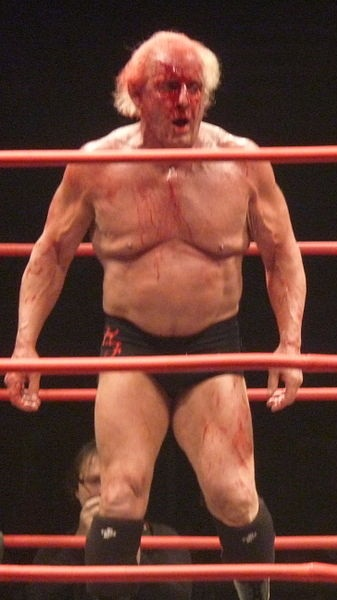
Un sanguinante Ric Flair sul finire di carriera

Il 14 agosto 2021 all'evento Triplemanía XXIX, Flair esordisce nella Lucha Libre AAA Worldwide (AAA) accompagnando Andrade "El Ídolo" a bordoring durante il suo match con l'AAA Mega Champion Kenny Omega. Flair restò coinvolto nel match colpendo Omega ed applicando la Figure Four Leglock a Konnan (il secondo di Omega).
Il 29 agosto 2021 Flair tornò in NWA in occasione dello show NWA 73. Si trattò del suo primo ritorno nella NWA fin dal 2008 quando era stato ammesso nella NWA Hall of Fame. All'evento, Flair ringraziò la NWA e la WWE per i molti momenti memorabili e sottolineò l'importanza delle due federazioni nel mondo del wrestling.
Il 16 maggio 2022 fu annunciato che Flair avrebbe combattuto un ultimo incontro di wrestling il 31 luglio a Nashville, ritirandosi finalmente dopo una carriera cinquantennale. Il 18 luglio venne annunciato che Flair avrebbe fatto coppia sul ring con il genero, Andrade el Idolo, per affrontare Jeff Jarrett e Jay Lethal. Flair & Andrade si aggiudicarono il match, al quale assistettero tra il pubblico, anche The Undertaker, Mick Foley e Bret Hart. A posteriori Flair confermò di essere svenuto due volte durante l'incontro e si rifiutò di confermare che fosse stato il suo ultimo match in assoluto.

### All Elite Wrestling (2023-2024)
Il 25 ottobre 2023, durante una puntata di AEW Dynamite, Flair, alla sua prima apparizione sulla TBS sin dal 31 maggio 2000, apparve come ospite "regalo" per Sting in occasione del suo imminente ritiro dal ring, da parte del co-fondatore della All Elite Wrestling Tony Khan. Entrambi gli uomini avevano lottato nell'ultima puntata di WCW Monday Nitro il 26 marzo 2001. Il 2 novembre 2023, fu annunciato che Flair aveva firmato un contratto pluriennale con la AEW.
Il 18 novembre 2023, fece il suo debutto in un PPV AEW a Full Gear, accompagnando Sting, Darby Allin ed Adam Copeland al ring, ed aggredendo inoltre Christian Cage con un low blow. Il 6 gennaio 2024 all'evento AEW Collision, Flair accompagnò Sting e Allin al ring, e successivamente fece un promo con Sting. Il 10 gennaio 2024, Flair accompagnò nuovamente Sting e Allin a bordo ring durante il loro match con Powerhouse Hobbs e Konosuke Takeshita. Il 21 febbraio Flair apparve di nuovo a Dynamite dichiarando di essere scontento del suo coinvolgimento nel ritiro di Sting dalle scene, e di voler avere un ruolo maggiore nell'occasione. Il 28 febbraio, durante l'ultima apparizione di Sting a Dynamite, che fece il suo iconico ingresso dall'alto, Flair sferrò pugni e chops agli Young Bucks. Il 3 marzo 2024, Flair accompagnò Sting & Allin al ring durante il pay-per-view Revolution, al Greensboro Coliseum. Il 12 luglio 2024, Dave Meltzer riportò la notizia su Wrestling Observer Newsletter che Flair se ne era andato dalla AEW.

## Vita privata

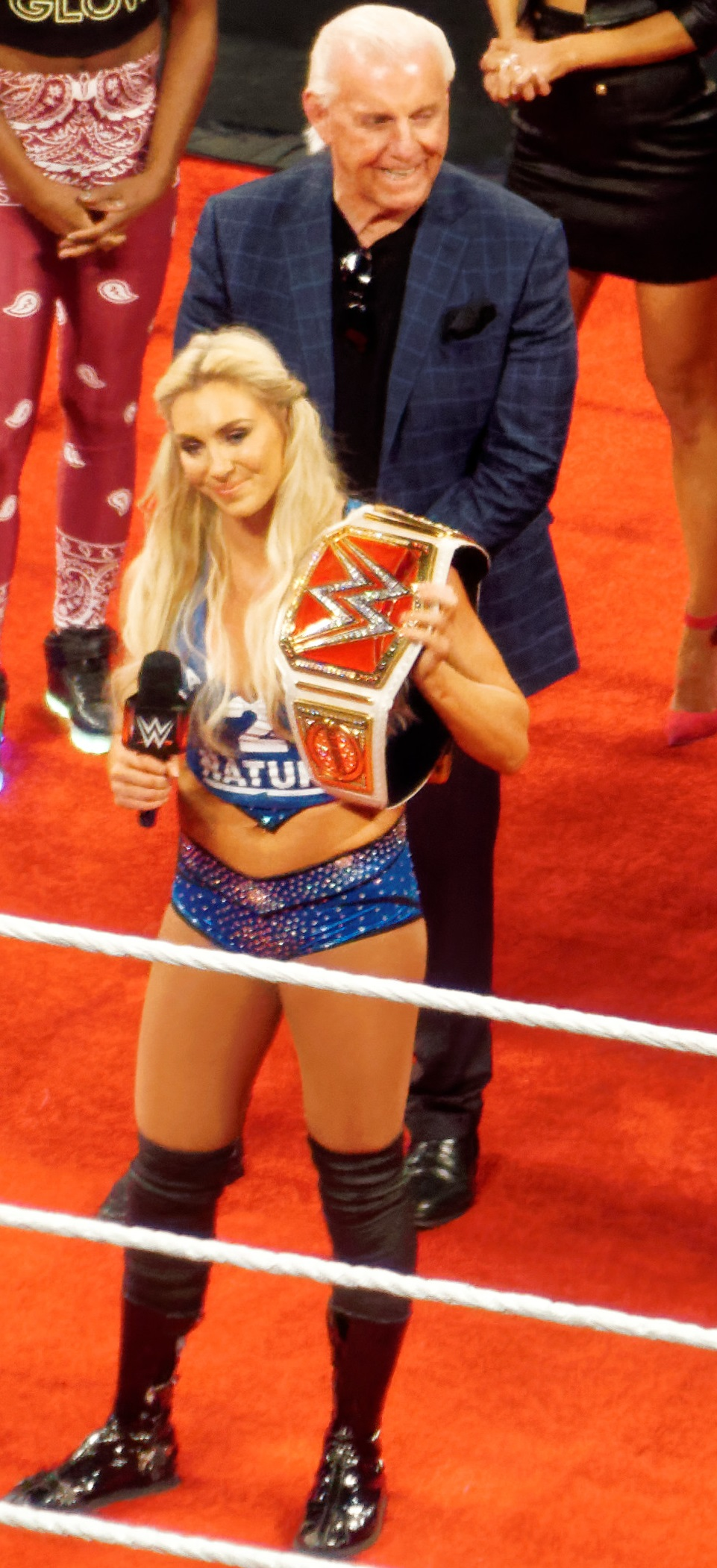
Ric Flair e la figlia Charlotte

Flair non conosce il suo vero nome alla nascita; diversi documenti lo indicano come Fred Phillips, Fred Demaree o Fred Stewart.
Flair si è sposato cinque volte. La prima con Leslie Goodman dal 1981 al 1983. Nello stesso anno, ha sposato Elizabeth Harrell. la coppia ha avuto Ashley e Reid e ha divorziato nel 2006.
Nello stesso anno, si è sposato con Tiffany VanDemark, terza moglie fino al 2009. Pochi mesi dopo, ha sposato Jackie Beems e ha divorziato nel 2014. Nel 2018, ha sposato Wendy Barlow. Il figlio più grande, David, ha un passato come wrestler nella WCW, mentre il più piccolo, Reid, che aveva firmato un contratto di sviluppo con la WWE nel 2007, è stato trovato morto il 29 marzo 2013 all'età di 24 anni, in un hotel di Charlotte. Anche sua figlia Ashley è una wrestler della WWE, conosciuta come Charlotte Flair.
Il 17 marzo 2008 ha ricevuto le chiavi della città di Columbia.

### Politica
Per lungo tempo Flair è stato un sostenitore del Partito Repubblicano statunitense. Nel 2000 prese anche in considerazione l'idea di candidarsi alla carica di Governatore della Carolina del Nord, ma non partecipò mai attivamente alle elezioni.
Durante la corsa presidenziale del 2008, Flair dichiarò di supportare il candidato presidenziale Repubblicano Mike Huckabee. Di lui disse: «[Huckabee] è una persona di valore, un uomo fattosi da solo, un gran padre di famiglia e ha in mente un grande progetto per il Paese. E io sono qui per eccitare la folla!»

### Controversie legali
Nel dicembre 2005, un giudice emise un mandato di cattura nei confronti di Flair a seguito di un incidente stradale occorso a Charlotte, Carolina del Nord, nel quale Flair uscì dalla propria auto, prese per il collo un motociclista e lo scaraventò a terra. A Flair furono imputati due capi d'accusa, danneggiamento di proprietà privata ed aggressione. L'incidente in questione venne citato e messo in ridicolo in alcuni programmi WWE, principalmente dal wrestler Edge.
Nel settembre 2007, Flair aprì una finanziaria chiamata "Ric Flair Finance". Nel luglio 2008, la ditta dichiarò bancarotta. A seguito del debutto di Flair nella TNA, la Ring of Honor gli fece causa nel 2010, affermando che egli aveva preteso ed ottenuto un compenso di 40,000 dollari per partecipare ad alcuni eventi della federazione, ma in realtà non aveva mai rispettato il contratto. La causa legale è ancora in essere e non ha trovato risoluzione.
Nel 2010 la Highspots Inc. intentò causa a Flair per non aver rispettato i termini del contratto di esclusiva sulla cintura NWA Worlds Heavyweight Championship.

## Polemiche con i colleghi
Nel corso della sua lunga carriera, Flair ha avuto diversi diverbi ed episodi controversi con alcuni colleghi al di fuori dal ring
Bret Hart
Flair ebbe dei dissapori fuori dalle scene con il wrestler Bret Hart. Nella sua autobiografia, Flair criticò Hart per aver troppo pubblicizzato la morte del fratello, Owen Hart, e le polemiche sorte intorno ai fatti del cosiddetto «screwjob di Montréal». Inoltre Flair scrisse, che nonostante la grande popolarità di Hart in Canada, egli non era un'attrazione di primo livello negli Stati Uniti, affermazione che Bret definì "pateticamente ridicola" in un articolo da lui scritto per il Calgary Sun. Hart affermò di essere un wrestler molto più importante di Flair in termini di popolarità e capacità di ingenerare guadagni, citando a conferma il grande successo della sua carriera in WWF, mentre Flair lottava spesso in arene semivuote. Egli inoltre criticò Flair per le affermazioni fatte contro i colleghi Mick Foley e Randy Savage, amici personali di Hart nella vita reale. Infine, Hart ammise un calo della sua popolarità in WWF nel corso degli anni novanta, ma imputò il fatto al concomitante scandalo steroidi che sconvolse la federazione in quegli anni, alla cattiva pubblicità che ne derivò, e all'espansione della WCW che acquisì quasi tutte le stelle della WWF dell'epoca. Nonostante i forti contrasti passati, i due si sono riconciliati.
Shane Douglas
Flair ebbe anche grossi dissidi personali con Shane Douglas, che lo accusò di aver ostacolato la sua ascesa nella NWA/WCW. Flair, in risposta, disse che Douglas era sempre pronto ad incolpare gli altri delle sue mancanze. Accusò inoltre Douglas di fare uso di steroidi durante la trasmissione radiofonica su Internet WCW Live! aggiungendo di essere pronto a «spaccargli il culo» in qualsiasi momento volesse.
Mick Foley
Ric Flair ebbe dei problemi personali anche con Mick Foley. Entrambi si denigrarono nelle proprie rispettive autobiografie: nella sua autobiografia Have a Nice Day: A Tale of Blood and Sweatsocks del 1999, Foley scrisse: «Flair era pessimo nell'organizzare le cose come booker tanto quanto era grande sul ring». Ciò era un riferimento a quanto male, secondo Foley, fosse stata gestita la sua carriera durante il periodo trascorso in WCW quando Flair si occupava del team creativo degli sceneggiatori. Ric rispose nella sua autobiografia, scrivendo «non me ne frega assolutamente niente su quante puntine da disegno Mick Foley sia stato sbattuto sopra, da quante scale sia caduto, o in quanti continenti egli abbia sparso il suo sangue, per me rimarrà sempre solo uno stuntman glorificato». Tuttavia i due si sono riconciliati.
Hulk Hogan
Sempre nella sua autobiografia, Flair accennò il racconto di alcune tensioni sorte nella vita reale tra lui e Hulk Hogan a causa di un incidente accaduto alla fine di un match di coppia tra Flair e suo figlio David e Curt Hennig e Barry Windham svoltosi al pay-per-view Souled Out il 17 gennaio 1999, a Charleston, WV. Negli anni successivi i due chiarirono l'episodio, riprendendo i buoni rapporti.
Bruno Sammartino
Flair e Bruno Sammartino ebbero dei dissapori nel backstage relativi al famigerato episodio nel quale Sammartino si sarebbe rifiutato di stringergli la mano. Mentre Flair afferma che Bruno lo ignorò a causa dei commenti che Ric aveva espresso su di lui definendolo «una star del Nord incapace di attirare pubblico al di fuori di New York», Sammartino disse di considerare Flair un «gran bugiardo» e di «non rispettarlo come persona».
Teddy Long
Teddy Long accusò Flair di essere stato ostile nei suoi confronti agli inizi degli anni ottanta, dichiarando: «Una volta Flair si avvicinò a me e mi chiese: "negro, ti piace lavorare qui?"». Long aggiunse che Flair non si era mai scusato con lui e che il suo atteggiamento razzista "non era cambiato nel corso degli anni".

## Personaggio

### Mosse finali

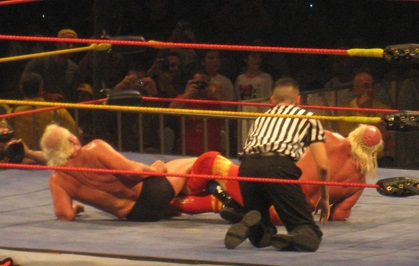
Flair applica la figure-four leglock su Hulk Hogan durante lHulkamania Tour nel 2009

- Diving knee drop – inizio carriera
- Figure-four leglock

### Manager e vallette
- Baby Doll
- Bobby Heenan
- Debra
- Double D
- Fifi
- Hiro Matsuda
- James J. Dillon
- Jimmy Hart
- Miss Elizabeth
- Sherri Martel
- Woman

### Wrestler assistiti
- AJ Styles
- Batista
- Carlito
- Charlotte Flair
- Gunner
- Lacey Evans
- Randy Orton
- Triple H
- Vader

### Soprannomi
- "The Alimony Pony"
- "The Dirtiest Player in the Game"
- "The Golden Stallion"
- "I Da! Ba-Loot!"
- "Limousine Ridin', Jet Flyin', Kiss Stealin', Wheelin' Dealin', Son of a Gun"
- "Ramblin'" Ricky Rhodes
- "The Real World Champion"
- "The Man"
- "The Master of the Figure-Four"
- "Naitch"
- "The Nature Boy"
- "The Sixty-Minute Man"
- "Slick Ric"
- "Space Mountain"
- "Stylin' and Profilin'"
- "The Original Party Animal"
- "Wrestling God"

## Titoli e riconoscimenti
- International Wrestling Institute and Museum
  - George Tragos/Lou Thesz Hall of Fame (2013)
- Mid-Atlantic Championship Wrestling/Jim Crockett Promotions/World Championship Wrestling
  - WCW World Heavyweight Championship (7)
  - NWA (Mid-Atlantic)/WCW United States Heavyweight Championship (6)
  - NWA Mid-Atlantic Heavyweight Championship (3)
  - NWA Mid-Atlantic Tag Team Championship (3) – con Rip Hawk (1), Greg Valentine (1) e Big John Studd (1)
  - NWA World Tag Team Championship (Mid-Atlantic version) (3) – con Greg Valentine (2) e Blackjack Mulligan (1)
  - NWA (Mid-Atlantic)/NWA Television Championship (2)
  - WCW International World Heavyweight Championship (2)
  - Primo WCW Triple Crown Champion
- National Wrestling Alliance
  - NWA Worlds Heavyweight Championship (9)
  - NWA Hall of Fame (Classe del 2008)
- Pro Wrestling Illustrated
  - Feud of the Year (1987) - Four Horsemen vs. Super Powers e The Road Warriors
  - Feud of the Year (1988, 1990) - vs. Lex Luger
  - Feud of the Year (1989) - vs. Terry Funk
  - Match of the Decade (2000–2009) - vs. Shawn Michaels a WrestleMania XXIV
  - Match of the Year (1983) - vs. Harley Race
  - Match of the Year (1984) - vs. Kerry Von Erich a Parade of Champions 1
  - Match of the Year (1986) - vs. Dusty Rhodes a The Great American Bash
  - Match of the Year (1989) - vs. Ricky Steamboat a WrestleWar
  - Match of the Year (2008) - vs. Shawn Michaels a WrestleMania XXIV
  - Most Hated Wrestler of the Year (1978, 1987)
  - Most Inspirational Wrestler of the Year (2008)
  - Rookie of the Year (1975)
  - Stanley Weston Award (2008)
  - Wrestler of the Year (1981, 1984, 1985, 1986, 1989, 1992)
  - 3º tra i 500 migliori wrestler singoli nella PWI 500 (1991, 1992, 1994)
  - 2º tra i 500 migliori wrestler singoli nella PWI Years nel 2003
- Professional Wrestling Hall of Fame
  - Classe del 2006
- St. Louis Wrestling Club
  - NWA Missouri Heavyweight Championship (1)
- St. Louis Wrestling Hall of Fame
  - Classe del 2007
- World Wrestling Federation/Entertainment
  - World Tag Team Championship (3) – con Batista (2) e Roddy Piper (1)
  - WWF World Heavyweight Championship (2)
  - WWE Intercontinental Championship (1)
  - Royal Rumble (edizione 1992)
  - 13º Triple Crown Champion
  - Slammy Award (1)
    - Match of the Year (2008) - vs. Shawn Michaels a WrestleMania XXIV

  - WWE Hall of Fame (Classe del 2008)
  - WWE Hall of Fame (Classe del 2012) – con i Four Horsemen
- Wrestling Observer Newsletter
  - 5 Star Match (1987) - vs. Barry Windham alla Crockett Cup
  - 5 Star Match (1989) - vs. Ricky Steamboat alla Chi-Town Rumble
  - 5 Star Match (1989) - vs. Ricky Steamboat
  - 5 Star Match (1989) - vs. Ricky Steamboat a Clash of the Champions VI: Ragin' Cajun
  - 5 Star Match (1989) - vs. Ricky Steamboat a WrestleWar
  - 5 Star Match (1989) - vs. vs. Terry Funk a Clash of the Champions IX: New York Knockouts
  - 5 Star Match (1991) - vs. con Barry Windham, Larry Zbyszko e Sid Vicious vs. Brian Pillman, Sting e The Steiner Brothers a WrestleWar
  - Best Heel (1990)
  - Best Interviews (1991, 1992, 1994)
  - Feud of the Year (1989) - vs. Terry Funk
  - Match of the Year (1983) - vs. Harley Race in uno steel cage match a Starrcade
  - Match of the Year (1986) - vs. Barry Windham a Battle of the Belts II
  - Match of the Year (1988) - vs. Sting a Clash of the Champions I
  - Match of the Year (1989) - vs. Ricky Steamboat a WrestleWar
  - Most Charismatic (1980, 1982–1984, 1993)
  - Most Outstanding (1986, 1987, 1989)
  - Readers' Favorite Wrestler (1984–1993, 1996)
  - Worst Feud of the Year (1990) - vs. Junkyard Dog
  - Worst Worked Match of the Year (1996) - con Arn Anderson, Meng, The Barbarian, Lex Luger, Kevin Sullivan, Z-Gangsta e The Ultimate Solution vs. Hulk Hogan e Randy Savage ad Uncensored
  - Wrestler of the Year (1982–1986, 1989, 1990, 1992)
  - Wrestling Observer Newsletter Hall of Fame (Classe del 1996)